# Niedernissa
Niedernissa, Erfurt-Niedernissa – dzielnica miasta Erfurt w Niemczech, w kraju związkowym Turyngia.